# Har Nof
 (mai 2024).
La mise en forme du texte ne suit pas les recommandations de Wikipédia : il faut le « wikifier ».
Les points d'amélioration suivants sont les cas les plus fréquents. Le détail des points à revoir est peut-être précisé sur la page de discussion.
- Les titres sont pré-formatés par le logiciel. Ils ne sont ni en capitales, ni en gras.
- Le texte ne doit pas être écrit en capitales (les noms de famille non plus), ni en gras, ni en italique, ni en « petit »…
- Le gras n'est utilisé que pour surligner le titre de l'article dans l'introduction, une seule fois.
- L'italique est rarement utilisé : mots en langue étrangère, titres d'œuvres, noms de bateaux, etc.
- Les citations ne sont pas en italique mais en corps de texte normal. Elles sont entourées par des guillemets français : « et ».
- Les listes à puces sont à éviter, des paragraphes rédigés étant largement préférés. Les tableaux sont à réserver à la présentation de données structurées (résultats, etc.).
- Les appels de note de bas de page (petits chiffres en exposant, introduits par l'outil «  Source ») sont à placer entre la fin de phrase et le point final[comme ça].
- Les liens internes (vers d'autres articles de Wikipédia) sont à choisir avec parcimonie. Créez des liens vers des articles approfondissant le sujet. Les termes génériques sans rapport avec le sujet sont à éviter, ainsi que les répétitions de liens vers un même terme.
- Les liens externes sont à placer uniquement dans une section « Liens externes », à la fin de l'article. Ces liens sont à choisir avec parcimonie suivant les règles définies. Si un lien sert de source à l'article, son insertion dans le texte est à faire par les notes de bas de page.
- La présentation des références doit suivre les conventions bibliographiques. Il est recommandé d'utiliser les modèles {{Ouvrage}}, {{Chapitre}}, {{Article}}, {{Lien web}} et/ou {{Bibliographie}}. Le mode d'édition visuel peut mettre en forme automatiquement les références.
- Insérer une infobox (cadre d'informations à droite) n'est pas obligatoire pour parachever la mise en page.

Pour une aide détaillée, merci de consulter Aide:Wikification.
Si vous pensez que ces points ont été résolus, vous pouvez retirer ce bandeau et améliorer la mise en forme d'un autre article.

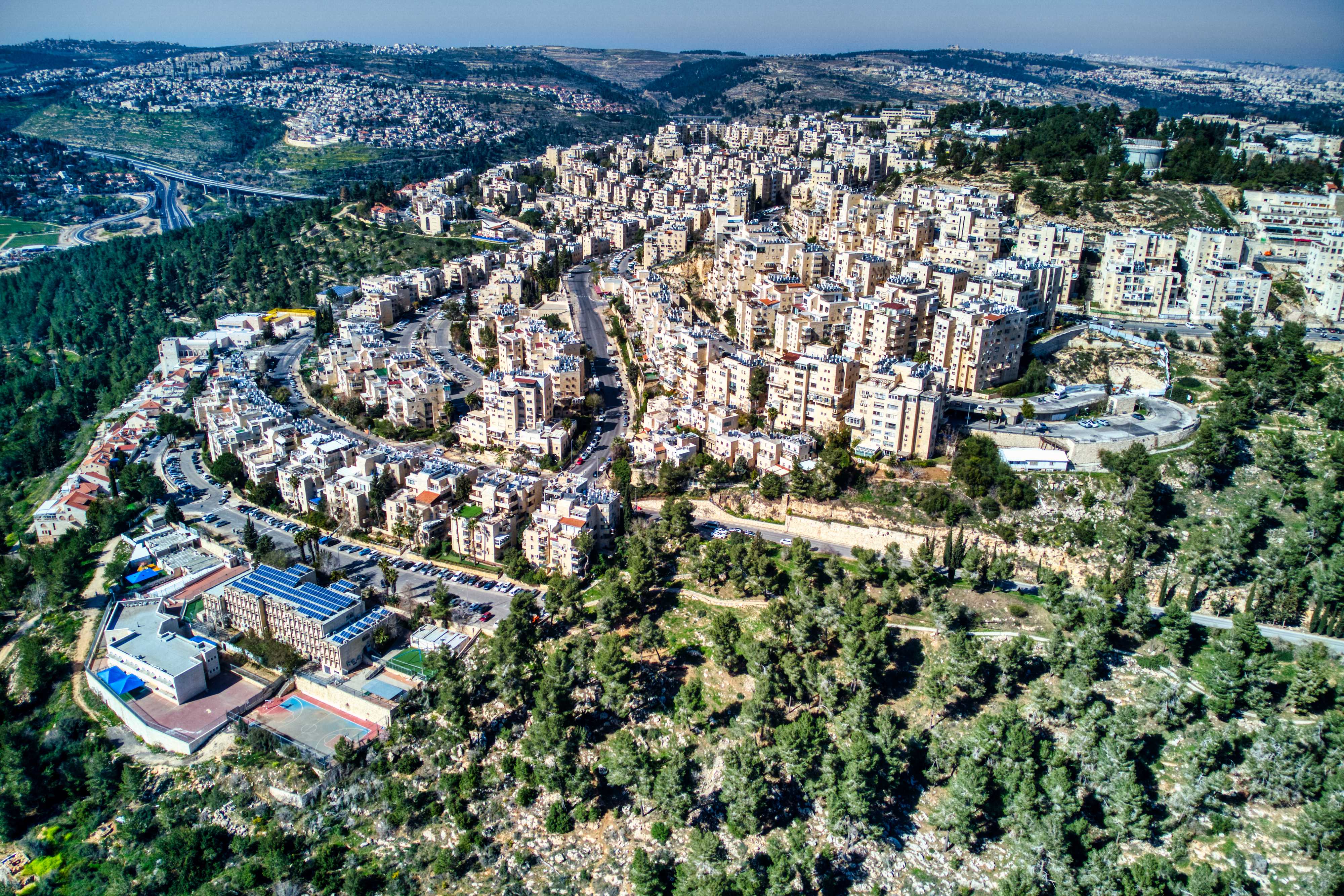
Vue de Har Nof

Har Nof (hébreu : הר נוף, lit. montagne paysagère) est un quartier situé à flanc de colline à la limite ouest de Jérusalem. Le quartier abrite une population de 20 000 habitants, pour la majorité des juifs orthodoxes.

## Histoire
À l’époque talmudique, Har Nof était une colonie agricole desservant Jérusalem. Des vestiges de presses à vin, de fermes et de terrasses construites il y a 1 500 ans ont été déterrés dans la périphérie de Har Nof. 
Les premières maisons du Har Nof moderne furent construites au début des années 1980. En 1984, le Bostoner Rebbe, le grand-rabbin Levi Yitzchok Horowtiz, décida de créer un centre religieux à Har Nof à Jérusalem. Celui-ci joua un rôle déterminant dans le développement de la communauté orthodoxe du quartier.

## Géographie

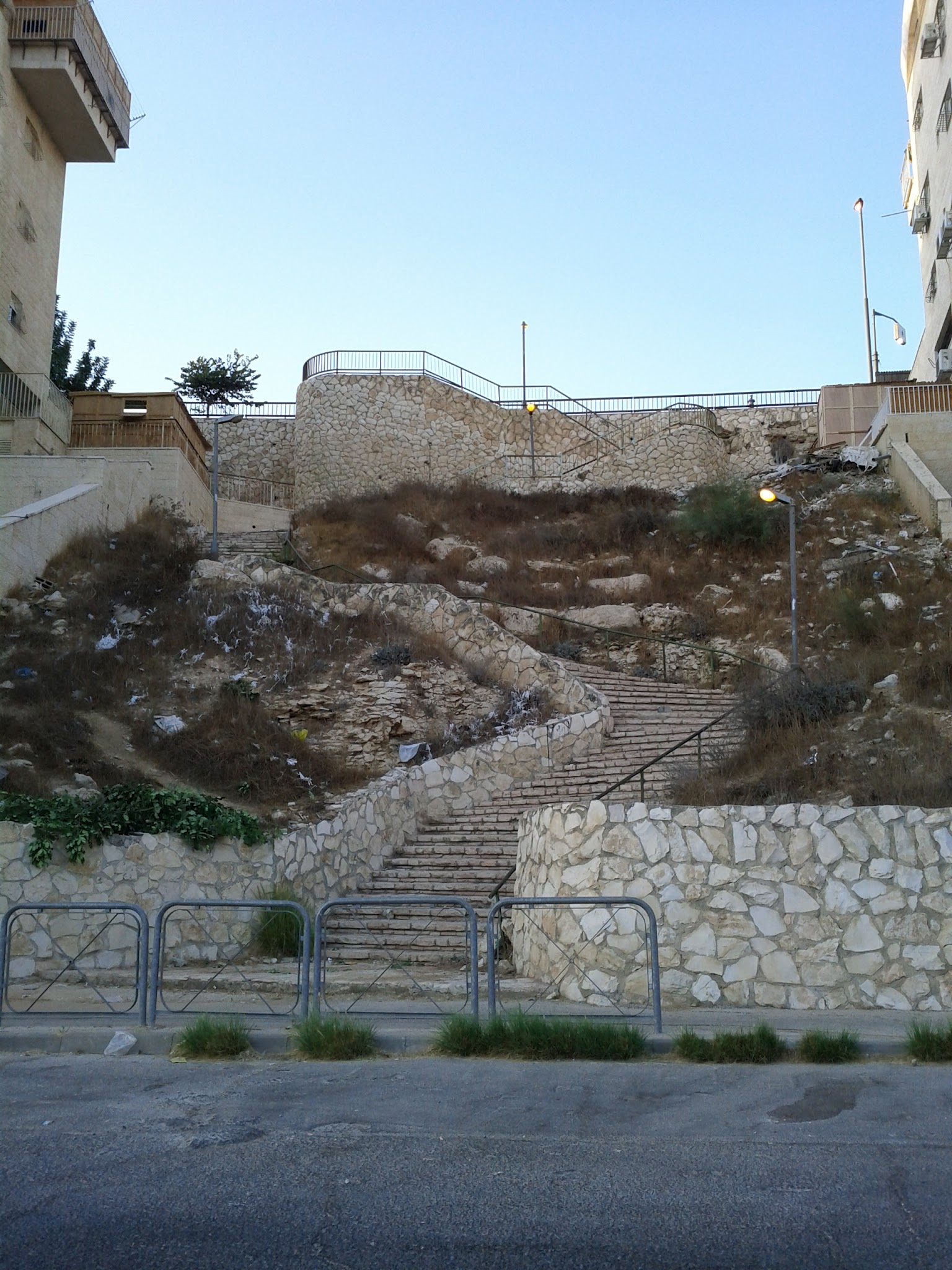
Escalier à Har Nof

Har Nof est un quartier en terrasses situé sur les pentes d'une montagne et s'élevant 813 mètres au-dessus du niveau de la mer.  
De nombreux immeubles d'habitation à plusieurs étages comportent des entrées des deux côtés du bâtiment en raison de la topographie – une pour atteindre les étages inférieurs et une autre pour atteindre les étages supérieurs. Certaines rues sont reliées par de longs escaliers. 
Au pied de Har Nof se trouve la forêt de Jérusalem (Yaar Yerushalayim) d'une superficie de 120 hectares, qui fut plantée dans les années 1950 et fait office de véritable poumon vert encerclant la ville de Jérusalem.

## Démographie

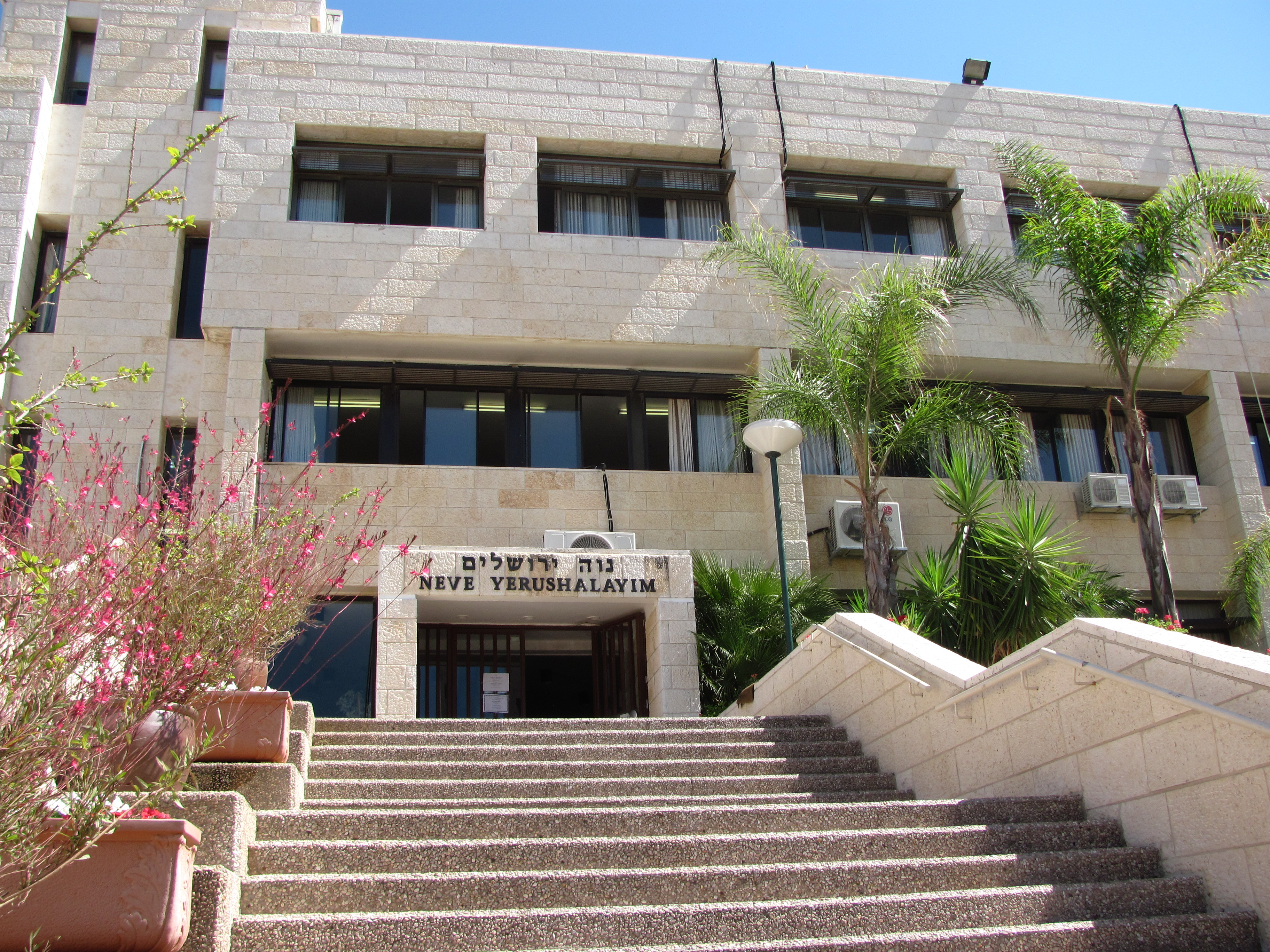
Académie Neve Yerushalayim pour femmes

La majorité des habitants de Har Nof sont des juifs orthodoxes, certains appartenant à la communauté Haredi (ultra-orthodoxe) et d'autres à la communauté Dati Leumi (religieux-nationaliste). De nombreux résidents sont des olim (immigrés). Le quartier compte une large communauté d'olims anglophones ainsi que de notables communautés francophones et hispanophones. Il existe également des communautés de hassidim Ger et Vizhnitz, ainsi que de nombreux juifs séfarades et mizrahi. 
L'ancien grand rabbin séfarade et leader du parti Shas, Ovadia Yosef, vécut à Har Nof. Les chefs spirituels de la communauté ashkénaze Haredi (ultra-orthodoxe) résidant à Har Nof sont : le rabbin Moishe Sternbuch du parti Edah HaChareidis, le Bostoner Rebbe Mayer Alter Horowitz de la Communauté Givat Pinchas (The Boston Shul), le rabbin Beryl Gershenfeld, Rosh Yeshiva des yeshivas Machon Yaakov et Machon Shlomo situés à Har Nof, et le rabbin Yitzchak Mordechai Rubin de la communauté Kehilat Bnei Torah.

## Synagogues et institutions publiques

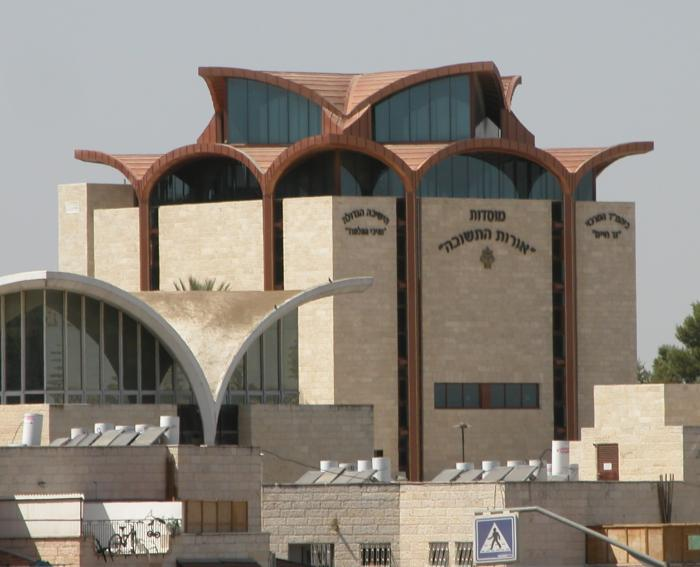
Salle d'étude Orot Hatshuva à Har Nof

Le rabbin David Yosef est le directeur du Kollel Yachveh Da'at et le grand-rabbin de Har Nof. 
Har Nof compte un grand nombre de synagogues, de yeshivas et d'institutions d'étude religieuses, parmi lesquels : Imrei Shefer, Boston Shul, Kehilat Zichron Yosef, Heichal Hatorah, Yeshiva Pachad Yitzchok, Machon Shlomo, Yeshivat Lev Aharon et Machon Yaakov . 
On trouve également à Har Nof les campus de Neve Yerushalayim et du Collège She'arim d'Etudes Juives pour Femmes, tout comme l'hôpital psychiatrique public Kfar Shaül notamment connu comme étudiant et traitant le plus grand nombre de cas du syndrome de Jérusalem, un site archéologique des périodes romaine et byzantine, ou Yechaveh Da'at, la synagogue centre spirituel du rabbin Ovadia Yosef.
Le 18 novembre 2014, la synagogue Kehilat Bnei Torah fut victime d'un attentat. Deux terroristes arabes venant de Jérusalem-Est pénétrèrent dans la synagogue avec des couteaux, un couperet à viande et un pistolet, infligeant de lourdes blessures aux victimes parmi les fidèles présents pour la prière du matin, tuant cinq personnes et en blessant huit, dont quatre grièvement. Dans la fusillade qui eut lieu ensuite entre les terroriste et les forces de l'ordre les deux assaillants furent abattus et l'un des policiers présents sur les lieux, un Druze, est décédé plus tard des suites de ses blessures,,,.

## Transports
Le quartier est relié au centre-ville de Jérusalem par les rues Kanfei Nesharim et Beit Hadfus. Plusieurs lignes de bus assurent la liaison en transports en commun.

## Activisme communautaire
Shomera, une association de protection de l’environnement à but non lucratif, fut créée par les habitants de Har Nof pour empêcher la construction de tours de luxe qui bloqueraient la vue sur la forêt de Jérusalem.
Les soins médicaux d'urgence à Har Nof sont assurés par le groupe de bénévoles Hachovesh.
L'organisation bénévole Em Habanim fut fondée en 1995 par Malka Yarom, une habitante de Har Nof qui a ouvert sa maison aux divorcés religieux n'ayant nulle part où emmener leurs enfants le jour du Shabbat. L’organisation compte aujourd’hui 300 membres et offre du soutien aux familles monoparentales du secteur juif orthodoxe.

## Habitants célèbres
- Baruch Chait (né en 1946), Rosh yeshiva, auteur et musicien [16]
- Aryeh Deri (né en 1959), homme politique membre du Shas [17]
- Beatie Deutsch (née Rabin ; née en 1989), marathonienne ultra-orthodoxe
- Ovadia Yosef (1920 – 2013), érudit talmudique, posek, grand-rabbin sépharade d'Israël (1973 – 1983) et chef spirituel du parti Shas.